# Coppa del Re 1920
La Copa del Rey 1920 fu la 20ª edizione della Coppa del Re. Il torneo iniziò il 28 marzo e si concluse il 2 maggio 1920. La finale si svolse allo Stadio El Molinón di Gijón in cui il Barcellona vinse per la quarta volta la competizione.

## Partecipanti
- Biscaglia:  Athletic Bilbao
- Gipuzkoa:  Real Unión
- Castiglia:  Madrid CF[1]
- Galizia:  Vigo Sporting
- Asturie:  Sporting Gijón
- Catalogna:  Barcellona

## Quarti di finale
Il Real Union andò direttamente alle semifinali. Il Siviglia chiese di giocare entrambe le partite contro il Barcellona sul campo neutro di Madrid. La proposta venne rigettata e il Siviglia si rifiutò di giocare dando la qualificazione al Barcellona.
| Madrid 28 marzo 1920 | Madrid CF | 1 – 1 | Athletic Bilbao |  |

| Bilbao 4 aprile 1920 | Athletic Bilbao | 4 – 1 | Madrid CF |  |

| Gijón 28 marzo 1920 | Sporting Gijón | 0 – 0 | Vigo Sporting |  |

| Vigo 4 aprile 1920 | Vigo Sporting | 4 – 1 | Sporting Gijón |  |

## Semifinali
| Irun 28 marzo 1920 | Real Unión | 0 – 1 | Barcellona |  |

| Barcellona 4 aprile 1920 | Barcellona | 4 – 4 | Real Unión |  |

| Bilbao 11 aprile 1920 | Athletic Bilbao | 2 – 1 | Vigo Sporting |  |

| Vigo 18 aprile 1920 | Vigo Sporting | 0 – 1 | Athletic Bilbao |  |

## Finale
| Arbitro: | Bertrán de Lis |

|                            |           |  |
| Martínez 70’ Alcántara 80’ | Marcatori |  |